# 10 Years After (福耳の曲)
「10 Years After」（テン・イヤーズ・アフター）は、福耳の2枚目のシングルである。2002年7月17日発売。発売元はAUGUSTA RECORDS。

## 概要
- インディーズレーベルAUGUSTA RECORDSからの生産限定盤リリース、現在は廃盤。

## 参加アーティスト
- 杏子
- 山崎まさよし
- スガシカオ
- COIL (岡本定義, 佐藤洋介)
- 元ちとせ
- 野狐禅 (竹原ピストル, 濱埜宏哉)
- スキマスイッチ (大橋卓弥, 常田真太郎)
- サンプリングサン (矢野仁志, 田鹿祐一, 後藤浩之, 野村俊彦)

## 参加ミュージシャン
10 Years After
- 杏子：Vocal
- 山崎まさよし：Acoustic Guitar, Chorus
- スガシカオ：Electric Guitar, Chorus
- 元ちとせ：Bridge Voice
- COIL, 野狐禅, スキマスイッチ, サンプリングサン, あらきゆうこ：Chorus
- 森俊之：Keyboards
- 間宮工：Guitar
- 沼澤尚：Drums
- 松原秀樹：Bass

 パンを焼く (Live Version)
- 山崎まさよし：Vocal, Acoustic Guitar, Harmonica
- 杏子, 大滝裕子：Chorus
- スガシカオ：Chorus, Acoustic Guitar
- 佐藤洋介, 間宮工：Electric Guitar
- 森俊之：Keyboards
- 坂本竜太：Bass
- 沼澤尚：Drums

星のかけらを探しに行こう Again (Live Version)
- 杏子：Vocal
- 山崎まさよし, スガシカオ：Chorus, Acoustic Guitar
- COIL, 古谷隆之：Chorus
- 山木秀夫：Drums
- 中村"キタロー"幸司：Bass
- 江川ゲンタ：Percussion
- ライオン･メリィ：Keyboards

## 収録曲
1. 10 Years After
（作詞:杏子・谷穂ちろる、作曲:山崎将義、編曲:スガシカオ・森俊之、演奏：SHIKAO&THE FAMILY SUGAR）
  - メジャーデビュー前のスキマスイッチも参加しMVにも出演している。
2. パンを焼く
（作詞・作曲:山崎将義）
  - 「COSMO EARTH CONSCIOUS ACT〜We Love Music, We Love The Earth〜 杏子／山崎まさよし／スガ シカオ／COIL SPRING LIVE in 武道館」より
3. 星のかけらを探しに行こう Again（1999年8月28日 富士急コニファーフォレスト・ライヴテイク）
（作詞:杏子、作曲:杏子・馬場一嘉）
4. 10 Years After <backing track>
（作曲:山崎将義・編曲:スガシカオ・森俊之）